# Woodman (Metro de Los Ángeles)
Woodman es una estación de autobuses de tránsito rápido en la línea G del Metro de Los Ángeles y es administrada por la Autoridad de Transporte Metropolitano del Condado de Los Ángeles. Se encuentra localizada en Valley Glen, en el Valle de San Fernando de Los Ángeles, entre Oxnard St y Woodman Ave.

## Conexiones de autobús
- Metro Local: 154, 158[2]